# Brit Marling
Brit Marling (Chicago, 7 augustus 1982) is een Amerikaanse actrice, scenarioschrijfster en filmproducente. Ze is bekend van de onafhankelijke films Another Earth en Sound of My Voice die gelijktijdig uitkwamen op het Sundance Film Festival in januari 2011. Ze co-creëerde, schreef en speelde in de Netflix-serie The OA, die van start ging in 2016.

## Biografie
Marling studeerde economie aan de Universiteit van Georgetown. Daar raakte ze bevriend met Mike Cahill en Zal Batmanglij. Ze verkoos een carrière in de filmwereld boven een baan bij Goldman Sachs en trok met Cahill een jaar naar Cuba om er een documentaire te draaien. Vervolgens verhuisde ze samen met Cahill en Batmanglij naar Los Angeles. Daar kon ze gemakkelijk aan rollen als het mooie blondje in horrorfilms komen, maar ze besloot zelf scenario's te gaan schrijven. Met regisseur Cahill maakte ze de film Another Earth. Met regisseur Batmanglij maakte ze de film Sound of My Voice. Beide films kwamen gelijktijdig uit op het Sundance-filmfestival in 2011. Beide films werden behoorlijk goed ontvangen en Marling won twee prijzen als beste actrice voor Another Earth.
In 2012 vertolkte ze de dochter van Richard Geres personage in Arbitrage. In 2013 werkte ze opnieuw met Batmanglij aan The East naast Ellen Page en Alexander Skarsgård. Deze film werd opnieuw goed ontvangen, al viel de opbrengst ervan tegen.
Zij is tevens schrijfster en hoofdrolspeelster in de Netflixserie The OA.

## Filmografie
- The Recordist (2007) - Charlie Hall
- Political Disasters (2009) - Brit
- Sound of My Voice (2011) - Maggie
- Another Earth (2011) - Rhoda Williams
- Arbitrage (2012) - Brooke Miller
- The Company You Keep (2012) - Rebecca Osborne
- The East (2013) - Sarah Moss/Jane Owen
- The Better Angels (2014) - Nancy Lincoln
- I Origins (2014) - Karen
- The Keeping Room (2014) - Augusta
- Posthumous (2014) - McKenzie Grain
- The OA (2016 - 2019) - Prairie Johnson / the OA / Nina Azarova / "Brit"

- Bibsys: 14021238
- Biblioteca Nacional de España: XX5192224
- Bibliothèque nationale de France: cb16599730r (data)
- Gemeinsame Normdatei: 102215656X
- International Standard Name Identifier: 0000 0003 5960 5533
- Library of Congress Control Number: no2011187506
- MusicBrainz: 3d8538fd-a844-458c-9917-5e059fb67048
- Nationale Bibliotheek van Israël: 987007362278505171
- Nationale Bibliotheek van Polen: a0000002610306
- Nederlandse Thesaurus van Auteursnamen: 364520035
- Réseau des bibliothèques de Suisse occidentale: 02-A021548018
- Système universitaire de documentation: 162220421
- Virtual International Authority File: 220608299
- WorldCat: E39PBJyMfwjyXdPyvfHBKrHjYP